# App in the Air
App in the Air — мобильное приложение-персональный помощник для авиапассажиров, разработанное в 2012 году Байрамом Аннаковым и его командой. Приложение позволяло пользователям автоматически регистрироваться на рейсы, получать информацию об изменениях и задержках, бронировать авиабилеты и отели, отслеживать статистику полётов, заказывать такси и ориентироваться в аэропортах. 
19 сентября 2024 года разработчики объявили о прекращении работы приложения.
Согласно расследованию издания Важные истории, опубликованному в январе 2024 года, в 2018 году приложение было приобретено российским миллиардером Михаилом Шелковым, по публичным данным за сумму от 13,5 до 15 миллионов долларов. В 2022 году приложение было продано испанской компании за 2 тысячи долларов.  После продажи App in the Air Аннаков основал платформу Life in the Air в США, а в России совместно с Шелковым запустил аналогичный сервис «Бортовые системы».

## История
Приложение было создано в 2012 году командой из пяти разработчиков под руководством туркменского предпринимателя Байрама Аннакова. До создания App in the Air команда работала в компании Empatika, занимавшейся разработкой приложений. Название приложения было вдохновлено фильмом «Мне бы в небо» (Up in the Air) с Джорджем Клуни в главной роли.
В 2018 году стартап стал участником акселерационной программы Google Launchpad Accelerator.

### Функционал
Приложение было разработано для упрощения путешествий, особенно для часто летающих пассажиров. Изначально функционал App in the Air включал в себя трекер полётов для использования в день путешествия, позволяя отслеживать рейсы и предоставляя более точную информацию, чем приложения авиакомпаний. Позже функциональность была расширена на предполётный период (регистрация на рейсы разных авиакомпаний) и послеполётный период.
Приложение позволяло настраивать автоматическую отправку SMS-сообщений близким о прилёте, сохранять данные о картах лояльности, проверять соответствие размеров багажа требованиям ручной клади и бронировать рейсы и отели. Использовались технологии искусственного интеллекта для изучения предпочтений пользователей и предложения персонализированных маршрутов. Важной особенностью была возможность работы в офлайн-режиме.
В период пандемии COVID-19 приложение было адаптировано под новые требования: добавлен агрегатор информации об ограничениях в разных странах и функция «цифрового паспорта здоровья» для хранения ПЦР-тестов и сертификатов вакцинации.
Для работы с авиакомпаниями App in the Air использовал прямое подключение через NDC или API, что позволяло снизить зависимость от глобальных дистрибутивных систем (GDS). В 2020 году компания прошла аудит конфиденциальности Google и получила право извлекать информацию о маршрутах из электронной почты. Была принята политика конфиденциальности, соответствующая требованиям GDPR.
Первоначально приложение было запущено для iPhone, позднее стало доступно также для Android и умных часов на базе watchOS и Android.

### Собственники и руководство
С 2012 по 2018 год создателем и владельцем приложения был Байрам Аннаков, предприниматель из Туркменистана, учредитель и владелец компании Empatika, выпускник факультета инженерного бизнеса и менеджмента МГТУ им. Н. Э. Баумана, а также брат шахматного гроссмейстера Бабакули Аннакова.
В 2018 году приложение было приобретено компанией Norbase, зарегистрированной на Кипре, основным владельцем которой являлся российский предприниматель Михаил Шелков. Аннаков утверждал, что цена продажи составила 50 миллионов долларов. Согласно найденным данным финансовой отчётности кипрской компании, сумма сделки составляла от 13,5 до 15 миллионов долларов США. Средства поступили в виде займа от другой компании Шелкова, владевшей акциями ВСМПО-Ависма.
Шелков на момент покупки являлся владельцем 65,27 % компании ВСМПО-Ависма — крупнейшим в мире производителем титана. Компания имела дочерние предприятия в США, Швейцарии и Великобритании, а также офисы продаж в США, Европе и Азии. До марта 2022 года компания была крупным поставщиком титана для Boeing и продолжала поставки для Airbus. По данным финансовой отчётности за 2020 год, около двух третей выручки компании в размере 1,25 миллиарда долларов США приходилось на зарубежные продажи. До этого он работал в структурах Рособоронэкспорта с начала 2000-х годов, где занимался направлением работы с волатильными валютами. В разные годы Шелков владел бизнесом совместно с сыном главы Ростеха Сергея Чемезова и был партнёром Аркадия Ротенберга в компании «Нефтьпроминвест».
В 2022 году, после начала вторжения России на Украину, компания Norbase продала приложение за 2000 долларов США директору нескольких испанских фирм. В 2023 году активы Шелкова, включая долю в ООО «ВСМПО ТИТАН Украина», были конфискованы в Украине.

### Закрытие
30 сентября 2024 года разработчики объявили о деактивации приложения и серверов до конца октября. Приложение было удалено из App Store, а возможность экспорта данных была доступна до 19 октября 2024 года. Пользователям была предоставлена возможность запросить возврат средств за подписку через службы поддержки Apple, Google или Samsung.

## Статистика
На пике популярности приложение имело более шести миллионов пользователей по всему миру и более 20 000 отзывов в магазинах приложений. К 2021 году приложение имело более пяти миллионов активных пользователей и отслеживало около 20 миллионов маршрутов ежегодно. Около трети пользовательской базы находилось в Европейском союзе и Великобритании.

## Рейтинги
В 2015 году приложение было включено в список 100 лучших приложений по версии Business Insider.
В 2019 году Android-версия приложения была признана лучшим приложением для путешествий по версии компании Samsung.

## Связанные проекты

### Life in the Air
После продажи App in the Air Байрам Аннаков основал американскую платформу электронной коммерции для авиакомпаний Life in the Air со штаб-квартирой в городе Белвью, штат Вашингтон. Платформа предлагает авиакомпаниям оборудование и программное обеспечение для оптимизации продаж на борту.

### Бортовые системы
В 2021 году владельцы App in the Air создали сервис «Бортовые системы», по функционалу аналогичный Life in the Air, но для российского рынка. Компанией владеет ООО «Айс» (85 %), принадлежащая Михаилу Шелкову (84,52 %) и Байраму Аннакову (15,48 %). 10 % в «Бортовых системах» принадлежит Борису Королёву (сыну первого замдиректора ФСБ, Сергея Королева), 5 % — фонду «Альтера капитал» Кирилла Андросова, экс-замминистра экономического развития РФ. Среди клиентов сервиса указаны российские авиакомпании Смартавиа, Азимут, Уральские авиалинии, NordStar и Utair.